# Estado de Andhra
El Estado de Andhra (en telugu: ఆంధ్ర Āndhra [ˈɑːndʰrʌ]) era un estado dentro de la Unión de la India existente desde 1953 hasta 1956. Se originó a partir de las partes del norte del estado de Madrás de habla telugu y se unió en 1956 con la región Telangana del antiguo estado de Hyderabad, creando así el estado de Andhra Pradesh. Después de que Telangana se convirtió en un estado separado en 2014, el actual estado de Andhra Pradesh obtuvo un territorio similar al anterior estado de Andhra. La capital era Kurnool.

## Historia

Formación de Andhra a partir de territorios de Madrás:
––– Límite de Madrás antes de 1953
Andhra (después de 1953)
Mysore antes de 1953
Distrito de Bellary (a Mysore en 1953)
Madrás después de 1953

El área de Andhras cayó a finales del siglo XVIII bajo el dominio británico y se incorporó a la presidencia de Madrás, una de las unidades administrativas de la India británica. La presidencia de Madrás era una zona étnica y lingüísticamente homogénea: mientras que en su parte sur se hablaba principalmente tamil, en la parte norte el idioma predominante era el télugu. Durante el período colonial británico, desde la década de 1920 se dieron esfuerzos para unificar las zonas telugu de Madrás. En 1947 se creó el estado de Madrás en el mismo territorio de la presidencia. Después de la independencia de la India, las demandas de crear una zona telugu de nombre Andhra se hicieron más fuertes. En particular, la composición de la ciudad de Madrás (la actual Chennai), en la cual una minoría de telugus vivía junto a una mayoría tamil, se convirtió en un punto de contención. La culminación de la agitación ocurrió con la muerte de Potti Sriramulus, quien murió en Madrás el 16 de diciembre de 1952 después de una huelga de hambre de casi dos meses. El 19 de diciembre, el primer ministro indio Jawaharlal Nehru acordó el establecimiento del estado de Andhra. El 1 de octubre de 1953 se estableció finalmente el estado de Andhra a partir de los once distritos de habla telugu en la parte norte del estado de Madrás. La ciudad de Madrás, sin embargo, siguió perteneciendo al estado homónimo, que más tarde se denominó Tamil Nadu. El distrito de Bellary fue cedido al estado de Mysore, hoy Karnataka, debido a su población predominantemente canarés.
Debido a la modificación de límites, tuvo que ser redefinida la representación parlamentaria de los estados en cuestión. Andhra recibió un parlamento de 140 diputados que eran elegidos en circunscripciones uninominales y se dividieron en 28 grupos para la Lok Sabha. El parlamento de Madrás se vio reducido de 375 a 230 diputados y el número de circunscripciones para el Lok Sabha de 75 a 46. El parlamento de Mysore obtuvo 5 diputados más (104 en lugar de 99) y una circunscripción adicional para el Lok Sabha (12 en lugar de 11). En esta cámara, surgió una nueva relación de los asientos: 12 diputados para Andhra y 18 para Madrás (en lugar de 27). Los diputados titulares que previamente habían sido elegidos en las circunscripciones en el estado de Madrás (en las elecciones al parlamento de Madrás en 1951 y en las elecciones generales de la India 1951), retuvieron más de sus funciones, solo que ahora estaban asociados con los nuevos estados y parlamentos.
La fundación de Andhra fue el primer paso a una reorganización de los estados del sur de India por criterios lingüísticos. Tres años más tarde fue finalmente redactada y promulgada el Acta de Reorganización de los Estados Indios. Como resultado de la reorganización, Andhra se unió el 1 de noviembre de 1956 con la región de Telangana, que comprendía las partes de habla telugu del antiguo estado de Hyderabad, y se creó así el estado de Andhra Pradesh con capital en Hyderabad. En 1960, hubo un ajuste de los límites de menor importancia entre Andhra Pradesh y Madrás. El 2 de junio de 2014 fue separado Telangana de Andhra Pradesh. Así, el área residual de Andhra Pradesh se corresponde en gran medida con el anterior estado de Andhra.

Estado de Andhra Pradesh antes de 2014.
Actual estado de Andhra Pradesh.